# Mieczysław Szczepański
Mieczysław Szczepański (1837 Lvov – 21. ledna 1904 Tarnów) byl rakouský politik polské národnosti z Haliče, v 2. polovině 19. století poslanec Říšské rady.

## Biografie
Byl zvolen na Haličský zemský sněm. Ten ho roku 1870 delegoval i do Říšské rady (celostátní parlament, volený nepřímo zemskými sněmy). Opětovně byl zemským sněmem do vídeňského parlamentu vyslán roku 1872 za kurii venkovských obcí. Slib složil 6. ledna 1872. Jeho mandát byl 21. dubna 1873 prohlášen pro dlouhodobou absenci za zaniklý.